# Emotiv Systems
Emotiv Systems è una società elettronica di origini australiane di sviluppo di interfacce cervello-computer basate sull'acquisizione di segnali elettroencefalografici.
Fu fondata nel 2003 da 4 scienziati: Allan Snyder, Neil Weste, Tan Le e Nam Do.